# Arli Mujkic
Arli Mujkic, född 1986 i Jugoslavien, är en svensk entreprenör som grundat ett antal teknikföretag. Idag är han vd för sitt bolag oodash, ett börsnoterat AI-bolag listat på Nasdaq First North Growth Market.

## Uppväxt och utbildning
Mujkic föddes i Bosnien. När han var sex år gammal flydde han med sin familj från inbördeskriget och bosatte sig i Enköping i Sverige. Under en kort period studerade datavetenskap  vid Linköpings universitet innan han hoppade av för att ägna sig åt entreprenörskap på heltid efter ha gjort sin första exit.

## Karriär

### 2000 - 2012
År 2000 var Mujkic med och grundade bolaget Truevision3D, en 3D-motor för spel och visualisering.
År 2007 under pågående universitetsstudier grundade Mujkic Partybux, ett kundförvärvs- och verifieringsverktyg, som senare skulle bli hans första 1M EUR-exit.
År 2008 var Mujkic med och grundade Coinflip som driver ett antal sajter däribland Pokerisivut.com. 
År 2010 medgrundade och drev Mujkic Swifler, en leverantör av widgetlösningar för ad-tech, online-communityplattformen. 

### 2013 - 2023
År 2013 grundande han mjukvaruföretaget Mbit Studio med projekt inom wifi onboard och resebokningsplattformar.
År 2017 grundade Arli Mujkic tillsammans med Halida Mujkic och Sanin Mujkic EPTI. 2018 tog bolaget in kapital från ett antal välrenommerade investerare, bland annat Baker McKenzies tidigare styrelseordförande Mattias Hedwall, Gerard De Geer och Tord Lendau. Grundarna sålde i december 2020 cirka 10 procent av aktierna i EPTI på en värdering om 316 MSEK.
I december 2021 tog EPTI in ytterligare kapital och för 2022 ägde och kontrollerade Mujkic 46,5% av EPTI.
EPTI noterades på Nasdaq First North Growth Market (ticker: EPTI.ST) i december 2021 genom ett omvänt förvärv av Invajo Technologies AB. Vid tidpunkten för det omvända förvärvet uppgick värderingen till 804 MSEK

### 2024 -
Sedan 2024 är Arli Mujkic vd och grundare för AI-bolaget oodash Group AB (publ), också känt som oodash. oodash tillhandahåller AI-infrastruktur och AI-lösningar med tillämpning på företagsdata och bättre beslutsstöd. Bolaget har kontor i Sverige och Tyskland, München.
oodash noterades på Nasdaq First North Growth Market (ticker: OODA.ST) i december 2023 genom ett omvänt förvärv av EPTI AB (publ).  oodash handlas även på Frankfurt börsen.